# Matelica
Matelica é uma comuna italiana da região das Marcas, província de Macerata, com cerca de 10.148 habitantes. Estende-se por uma área de 81 km², tendo uma densidade populacional de 125 hab/km². Faz fronteira com Apiro, Castelraimondo, Cerreto d'Esi (AN), Esanatoglia, Fabriano (AN), Fiuminata, Gagliole, Poggio San Vicino, San Severino Marche.
Faz parte da rede das Aldeias mais bonitas de Itália.

## Demografia
| Variação demográfica do município entre 1861 e 2011                               |
|                                                                                   |
| Fonte: Istituto Nazionale di Statistica (ISTAT) - Elaboração gráfica da Wikipedia |